# Antennella sibogae
Antennella sibogae är en nässeldjursart som beskrevs av Chantal Billard 1911. Antennella sibogae ingår i släktet Antennella och familjen Halopterididae. Inga underarter finns listade i Catalogue of Life.